# Igreja de Nossa Senhora do Rosário dos Homens Pretos (São Cristóvão)
A Igreja de Nossa Senhora do Rosário dos Homens Pretos é um templo religioso católico do século XVIII localizado em São Cristóvão, no estado brasileiro de Sergipe. Localizada na Rua Coronel Erondino Prado, é uma das muitas igrejas construídas por irmandades de negros devotos de Nossa Senhora do Rosário. Erguida em 1746, a Igreja de Nossa Senhora do Rosário dos Homens Pretos foi listada como um patrimônio histórico pelo Instituto do Patrimônio Histórico e Artístico Nacional em 1943. Está localizada perto, mas não dentro, da área da cidade tombada pela UNESCO como Patrimônio da Humanidade.

## História
A Igreja de Nossa Senhora do Rosário dos Homens Pretos foi construída em 1746 pela irmandade de negros da cidade. Irmandades religiosas se formaram em todo o Brasil durante o período colonial, incluindo entre os escravos trazidos da África, que eram obrigados a se converterem ao catolicismo. As missas na Igreja Matriz de Nossa Senhora da Vitória eram restritas aos brancos, enquanto que aquelas realizadas na Igreja de Nossa Senhora do Amparo eram restritas aos pardos.
Nossa Senhora do Rosário era uma figura de importância para os escravos e negros libertos do Brasil. Ainda hoje, igrejas de negros podem ser encontradas em todo o país. Essas igrejas desenvolveram-se de maneira distinta daquelas dedicadas à população branca. A construção da Igreja de Nossa Senhora do Rosário dos Homens Pretos de São Cristóvão data do auge da exploração da cana-de-açúcar na capitania de Sergipe, um período no qual um grande número de escravos foram levados para a região para trabalhar nas fazendas de engenho.
Construída no século XVIII, a Igreja do Rosário é uma das menores de São Cristóvão e, assim como a Igreja do Amparo, não está localizada na praça central, o que torna a cidade única nesse aspecto dentre as localidades históricas do Brasil. Apesar de seu tamanho reduzido, a igreja possui fachada e detalhes arquitetônicos interessantes, o que fez com que fosse designada pelo IPHAN como um patrimônio material do Brasil em 1943. Cinquenta anos depois, em 1993, a edificação passou por reformas para a recuperação de seu piso e telhado.

## Estrutura

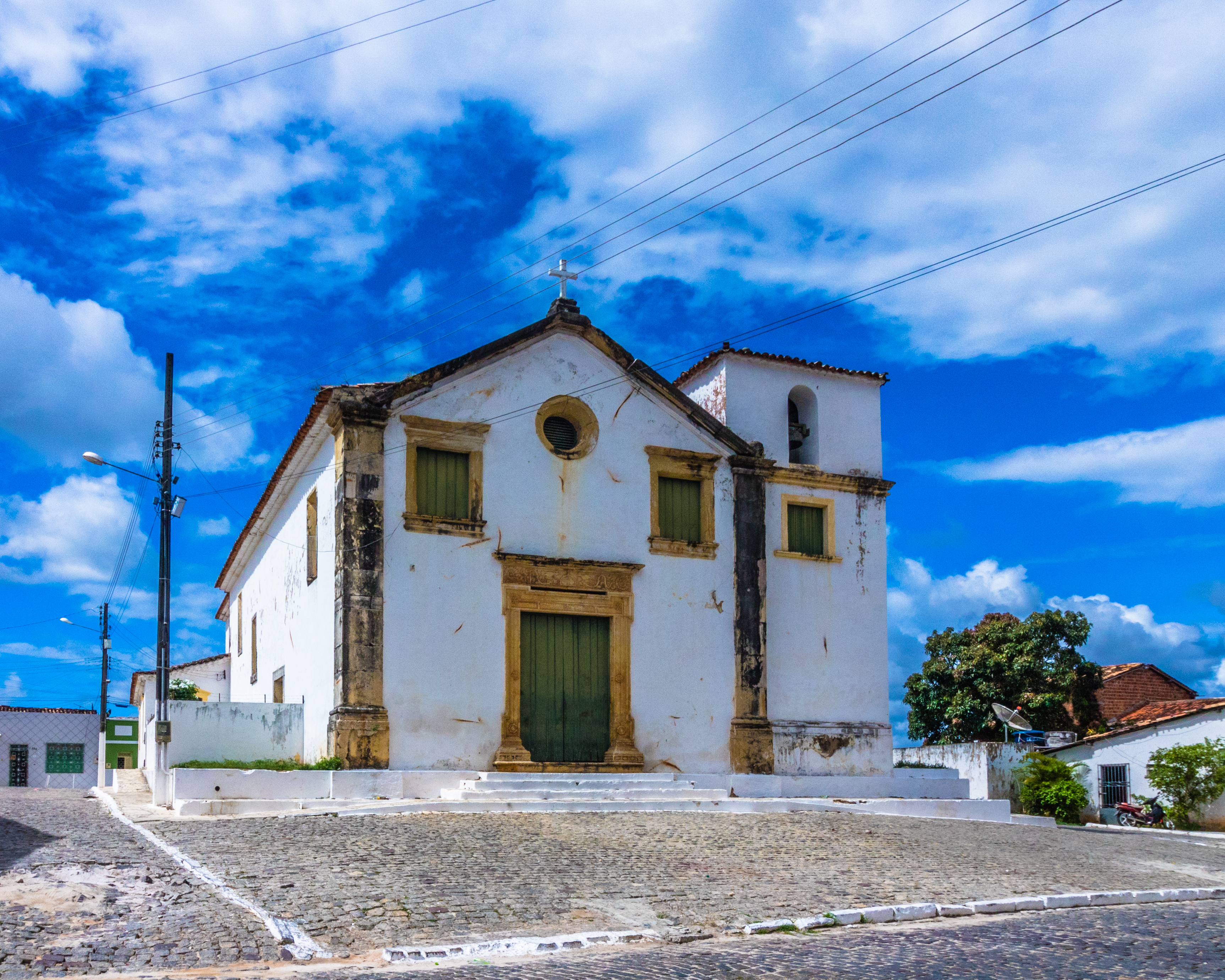
Vista lateral da Igreja do Rosário.

A Igreja de Nossa Senhora do Rosário dos Homens Pretos segue os parões da arquitetura colonial. O historiador da arte francês Germain Bazin classificou a igreja nos estilos rococó e neoclássico vigentes na Bahia à época; segundo ele, esse estilo foi reproduzido de maneira "crua" na então capital de Sergipe. A igreja possui um frontispício flanqueado por dois pilares e um frontão triangular, em alvenaria de pedra. Possui uma única porta grande, duas janelas de coral e um óculo (janela ocular). Toda a edificação é pintada de branco, com exceção das portas e janelas de madeira. Uma pequena torre fica à direita da igreja; ela possui um telhado de quadril em telhas de cerâmica. A igreja está de frente para a Rua Coronel Erondino Prado – antiga Rua do Rosário – e possui um pequeno adro pavimentado que se estende da porta até a rua.

### Interior
O interior da igreja consiste de uma única nave, uma capela e uma sacristia. A nave possui um altar principal e dois altares laterais. O púlpito fica em um console de calcário esculpido. Os altares têm estilo rococó e são pintados de branco, azul, dourado e vermelho; eles lembram os altares da Igreja de Nossa Senhora da Corrente no estado vizinho de Alagoas. Uma pequena capela dedicada a São Bento está localizada ao lado e é acessada via uma arcada. A pia em cantaria na sacristia traz a inscrição "1743".